# Alexandra Igorewna Artamonowa
Alexandra Igorewna Artamonowa (russisch Александра Игоревна Артамонова; englische Schreibweise Alexandra Igorevna Artamonova; * 20. November 1992) ist eine ehemalige russische Tennisspielerin.

## Karriere
Artamonowa begann mit zehn Jahren das Tennisspielen und bevorzugt Hartplätze. Sie spielte vor allem bei Turnieren der ITF Women’s World Tennis Tour, wo sie drei Titel im Einzel und sechs im Doppel gewinnen konnte.

## Turniersiege

### Einzel
| Nr. | Datum              | Turnier  | Kategorie   | Belag             | Finalgegnerin          | Ergebnis      |
| --- | ------------------ | -------- | ----------- | ----------------- | ---------------------- | ------------- |
| 1.  | 12. September 2010 | Larisa   | ITF $10.000 | Hartplatz         | Ofri Lankri            | 4:6, 6:2, 7:5 |
| 2.  | 22. Mai 2011       | Rethymno | ITF $10.000 | Hartplatz         | Samantha Murray Sharan | 6:2, 6:4      |
| 3.  | 23. Oktober 2011   | Almaty   | ITF $10.000 | Hartplatz (Halle) | Bermet Duvanaeva       | 6:4, 2:6, 6:3 |

### Doppel
| Nr. | Datum             | Turnier          | Kategorie   | Belag           | Partnerin               | Finalgegnerinnen                        | Ergebnis  |
| --- | ----------------- | ---------------- | ----------- | --------------- | ----------------------- | --------------------------------------- | --------- |
| 1.  | 2. August 2010    | Savitaipale      | ITF $10.000 | Sand            | Diāna Marcinkēviča      | Nina Munch-Søgaard Katariina Tuohimaa   | 6:2, 6:3  |
| 2.  | 6. September 2010 | Larisa           | ITF $10.000 | Hartplatz       | Diāna Marcinkēviča      | Claudia-Gianina Dumitrescu Diana Isaeva | 6:1, 6:1  |
| 3.  | 16. Mai 2011      | Rethymno         | ITF $10.000 | Hartplatz       | Diāna Marcinkēviča      | Anna Fitzpatrick Jade Windley           | 6:2, 6:3  |
| 4.  | Dezember 2012     | Sankt Petersburg | ITF $10.000 | Teppich (Halle) | Kazjaryna Dsehalewitsch | Yuliya Kalabina Anastasija Wassyljewa   | 6:0, 6:2  |
| 5.  | 21. Juli 2013     | Darmstadt        | ITF $25.000 | Sand            | Natela Dsalamidse       | Christina Shakovets Maša Zec Peškirič   | 6:3, 7:65 |
| 6.  | 25. Februar 2014  | Tallinn          | ITF $10.000 | Sand            | Cornelia Lister         | Julia Skripnik Eva Paalma               | 6:3, 6:2  |